# Реформатская пресвитерианская церковь Уганды
Реформатская пресвитерианская церковь Уганды — реформатская и пресвитерианская конфессия коренного населения Уганды в Африке.

## История
Церковь появилась в результате отделения от «Пресвитерианской церкви Уганды». В 1989 году разногласия между руководителями и верующими возникли по поводу церковной дисциплины. Была предпринята попытка примирения, но в 1990 году была образована новая религиозная организация — «Реформатская пресвитерианская церковь Уганды». В учреждении церкви участвовала организация «Church Planning International». 

## Структура
Центр деятельности Церкви находится в Кампале, Уганда. Церковь имеет ряд отделений в Уганде и управляет несколькими христианскими школами. 

## Внешние сношения
Церковь является членом Всемирного сообщества реформатских церквей и Всемирного реформатского братства. Церковь активно выступает против женского обрезания.

## Доктрина
Церковь исповедует Апостольский Символ веры, Дортские каноны, Гейдельбергский катехизис, Вестминстерское исповедание и Большой Вестминстерский катехизис. 

## Статистика
В 2022 году церковь насчитывала 5000 членов и десятки приходов. 

## Внешние ссылки
- Официальный сайт